# San Ferdinando
Pour les articles homonymes, voir San Ferdinando (homonymie).
San Ferdinando est une commune italienne de la province de Reggio de Calabre, dans la région Calabre.

## Administration
| Période                                  | Période | Identité | Étiquette | Qualité |
| ---------------------------------------- | ------- | -------- | --------- | ------- |
|                                          |         |          |           |         |
| Les données manquantes sont à compléter. |         |          |           |         |

### Hameaux
Eranova, Villaggio Praia, Torre, Pineta, Porta Sole.

### Communes limitrophes
Gioia Tauro, Rosarno.